# Куинси Промес
Куинси Антон Промес (роден 4 януари 1992 г.) е нидерландски футболист, който играе като нападател за Дубай Юнайтед.
Промес започва професионалната си кариера през 2011 г. в тима на Твенте, след което за кратко играе под наем в Гоу Ахед Игълс. През 2014 г. се трансферира в Спартак Москва и печели титлата в Премиер лига и Суперкупата на Русия през сезон 2016 – 17.
През 2018 г. преминава в отбора на Севиля, а през лятото на 2019 г. се присъединява към състава на Аякс. От началото на 2021 г. отново е в Спартак Москва.

## Успехи
Спартак Москва
- Руска Премиер лига: 2016/17
- Суперкупа на Русия: 2017

Аякс
- Суперкупа на Нидерландия: 2019